# The Dude (groupe)
Pour les articles homonymes, voir Dude.
The Dude est un groupe de pop rock français originaire de Rennes en Bretagne.

## Biographie
Durant son parcours, la formation de The Dude se compose de Laureline Prom et Gilles Morillon, bassiste et batteur, par ailleurs musiciens de Candie Prune. Deux autres membres composent ce groupe : Olivier Guimbail à la guitare, et Alexandre Sangan au chant. Le nom fait référence au film The Big Lebowski où le protagoniste est surnommé « The Dude » dans la version originale. En 2004, le groupe publie son unique album, Specially for You,,. Le 10 février 2005, le groupe joue avec le groupe 13th Hole à l'Ubu à Rennes, en Soirée Limbo Records.

## Discographie
- 2004 : Specially for You